# 富士越龍図

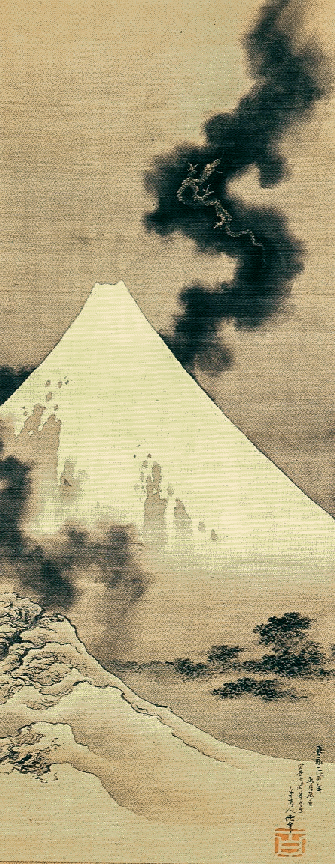
『富士越龍図（絹）』
九十老人卍筆落款

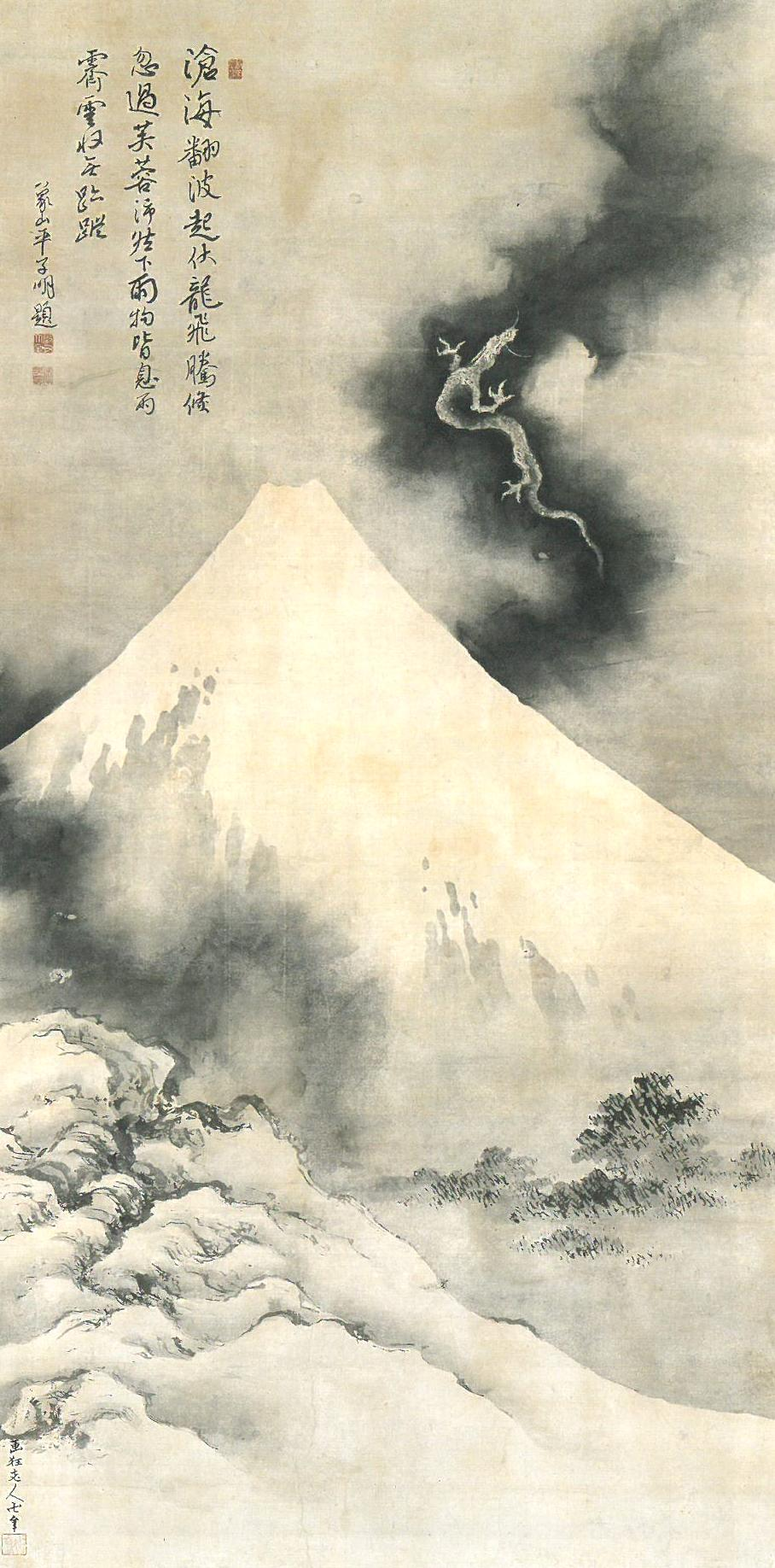
『富士越龍図（紙）』
佐久間象山画賛

『富士越龍図』（ふじこしのりゅうず、ふじこしりゅうず）は、江戸時代後期の浮世絵師葛飾北斎の最後の作品とされる肉筆浮世絵である。北斎の娘である葛飾応為が手掛けたとする説もある。北斎館が所蔵する絹本仕立の一幅と、個人が所蔵する佐久間象山の画賛が記された紙本仕立の一幅がある。
| 項目   | 富士越龍図（絹）                                     | 富士越龍図（紙）       |
| ------ | ---------------------------------------------------- | ---------------------- |
| 落款   | 嘉永二己酉年正月辰ノ日 宝暦十庚辰年出生 九十老人卍筆 | 画狂老人卍筆           |
| 印章   | 「百」白文方印                                       | 「ふしのやま」朱文方印 |
| 材質   | 絹本墨画淡彩                                         | 紙本墨画               |
| サイズ | 95.5センチ×36.2センチ                                | 170.0センチ×88.5センチ |
| 画賛   | なし                                                 | あり（佐久間象山）     |
| 所蔵   | 北斎館所蔵                                           | 個人所蔵               |

## 概要
雪の積もる富士山の向こう側を、黒煙を纏った龍が天に飛翔していく図で、落款より北斎が亡くなる年の正月に描いたとされる。同様の構図での2作が確認されており、一般的には北斎館が所蔵する九十歳の落款がある絹本仕立の作品が知られている。ここでは絹本仕立の小幅を『富士越龍図（絹）』、紙本仕立の大幅を『富士越龍図（紙）』と区別して記述する。
『富士越龍図（絹）』は北斎の絶筆、つまり嘉永2年（1849年）の作とされているが、『富士越龍図（絹）』と『富士越龍図（紙）』のどちらが先に制作されたかについては見解が分かれており、確定していない。美術史家の久保田一洋は、両作品の大きさに着目し、小幅を畳一畳の大きさに及ぶ大幅へ写し取る用途が判らないとしており、『富士越龍図（紙）』が先にあり、それを見た別の注文主が『富士越龍図（絹）』を依頼したのではないかと推察している。
その上で本作は佐久間象山が天保12年（1841年）に詠んだ『望岳賦』を絵画化した作品であると指摘している。
東京国立博物館に所蔵される象山の『望岳賦』書幅は、172.9センチ×89.4センチであり、『富士越龍図（紙）』とほぼ同じ大きさをしていることから、象山が天保10年（1839年）に開いた私塾象山書院にこれらの二作を並べて掲示するために制作されたのではないかと久保田は推察している。

## 富士越龍図（絹）
信州小布施の豪家高井鴻山の金銭出納帳『重脩堂主人』の嘉永6年（1853年）3月11日の項目に、江戸本所林町二丁目に居住する長川鎌太郎なる人物より「富士越龍図表装付一幅」を購入したという記録がなされている。その後、穀屋岩吉なる人物に譲ったとされ、これが『富士越龍図（絹）』ではないかとされている。その後、高見沢木版社が刊行した昭和16年（1941年）4月の『丹緑』に図版掲載されており、東京へと流れたことが推察される。美術史家の永田生慈は、自著『北斎肉筆画大成』にて「ところで本図は長い間小布施にあったが、太平洋戦争前に東京に流失し、空襲で焼失したものと考えられていた。」として、一時行方が分からなくなった後、昭和58年（1983年）に再発見したことを伝えている。一方、小布施町の龍雲寺にて昭和23年10月11日から12日にかけて開催された「北斎百年・鴻山六十五年忌記念展」において『小布施村報』では「北斎作品として逸品とも云ふべき雲龍、富士越の龍、遊女の像、油絵の静物等があり」と記録され、『富士越龍図（絹）』や後述の『富士越龍図（紙）』とは別の富士越龍図の存在も指摘されている。こうした経緯より北斎の作品ではないとする論考もあるが、本作品は美術史家の楢崎宗重によって作品鑑定が行われ、真作であるとされている。昭和62年（1987年）12月に小布施町の美術館北斎館が購入し、同館所蔵となった。

## 富士越龍図（紙）
紙本仕立の本作は昭和7年（1932年）の『佐久間象山先生遺墨選集』に単色図版で掲載されて以降、行方が分からなくなっていたが、その後所蔵者が判明し、2015年の『北斎娘応為栄女集』に再掲された。作品には佐久間象山による次の画賛がある。

滄海翻波起伏龍飛騰倏
忽過芙蓉沛然下雨物皆息雨
宵雲収無跡蹤
象山平子明題
—佐久間象山画賛

（対訳）青い海原が波を翻して龍を生み出す。飛び上がって富士山を非常に速く過ぎてゆく。激しいにわか雨が降り、雲下の者は皆息を飲むが、雨・宵・雲が収まり、その足跡も無い。
この画賛は大正2年（1913年）に刊行された『象山全文集』に収録されており、漢詩文のみの書軸も遺存する。また、正岡子規の主治医で知られる宮本仲の箱書きもある。また、こちらも楢崎宗重が鑑定しており、「不二越之龍　北斎筆　象山讃　平成十二年師走　楢崎宗重題」と記された添書が付随している。